# Giovanni Cuniolo

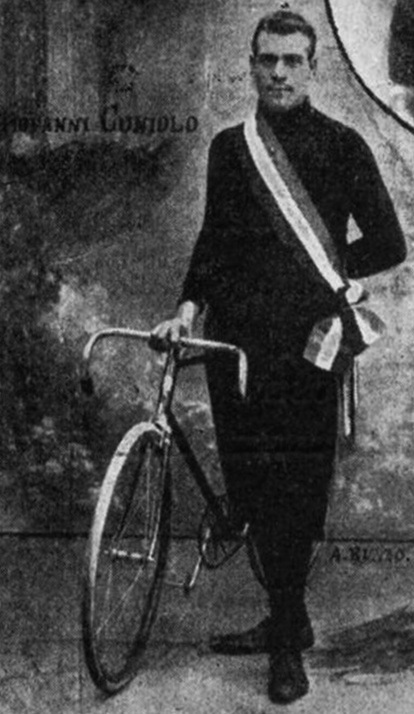
Giovanni Cuniolo (1907)

Giovanni Cuniolo (* 3. Januar 1884 in Tortona; † 25. Dezember 1955 ebenda) war ein italienischer Radrennfahrer.
Giovanni Cuniolo war einer der ersten Radsport-Stars Italiens. Er fuhr als Profi von 1903 bis 1913. 1904 und 1905 siegte er in der Coppa del Re. Dreimal – von 1906 bis 1908 – wurde er in Folge italienischer Meister im Straßenrennen. 1909 gewann er die Lombardei-Rundfahrt, eine Etappe des Giro d’Italia und belegte bei Mailand–Sanremo den dritten Platz, nachdem er bei diesem Rennen 1907 schon Siebter geworden war. Einmal, 1908, startete er auch bei der Tour de France, gab aber nach der dritten Etappe auf. Im Laufe seiner Radsport-Laufbahn konnte Cuniolo zudem zahlreiche kleinere Rennen in Italien für sich entscheiden, 1907 gewann er das Rennen Milano–Mantova, 1908 siegte er im Rennen Milano–Modena. Er trug den Spitznamen „Manina“ (= „Händchen“), weil er beim engen Sprint seine Hände nicht bei sich behielt. Sein größter heimischer Rivale war der „rote Teufel“ Giovanni Gerbi. 1909 gewann er das Rennen Tre Coppe Parabiago.
Im Dezember 2011 fand in seiner Heimatstadt eine Veranstaltung zu Giuseppe Cuniolos Ehren statt, da dessen erste nationale Meisterschaft sich zum 105. Mal jährte. An dem Treffen nahmen auch die Nachkommen von Cuniolo und Gerbi teil. Die Meisterschaft im Jahre 1906 gilt als erste „offizielle“ Profi-Radmeisterschaft Italiens.